# Prenberg (Adelsgeschlecht)

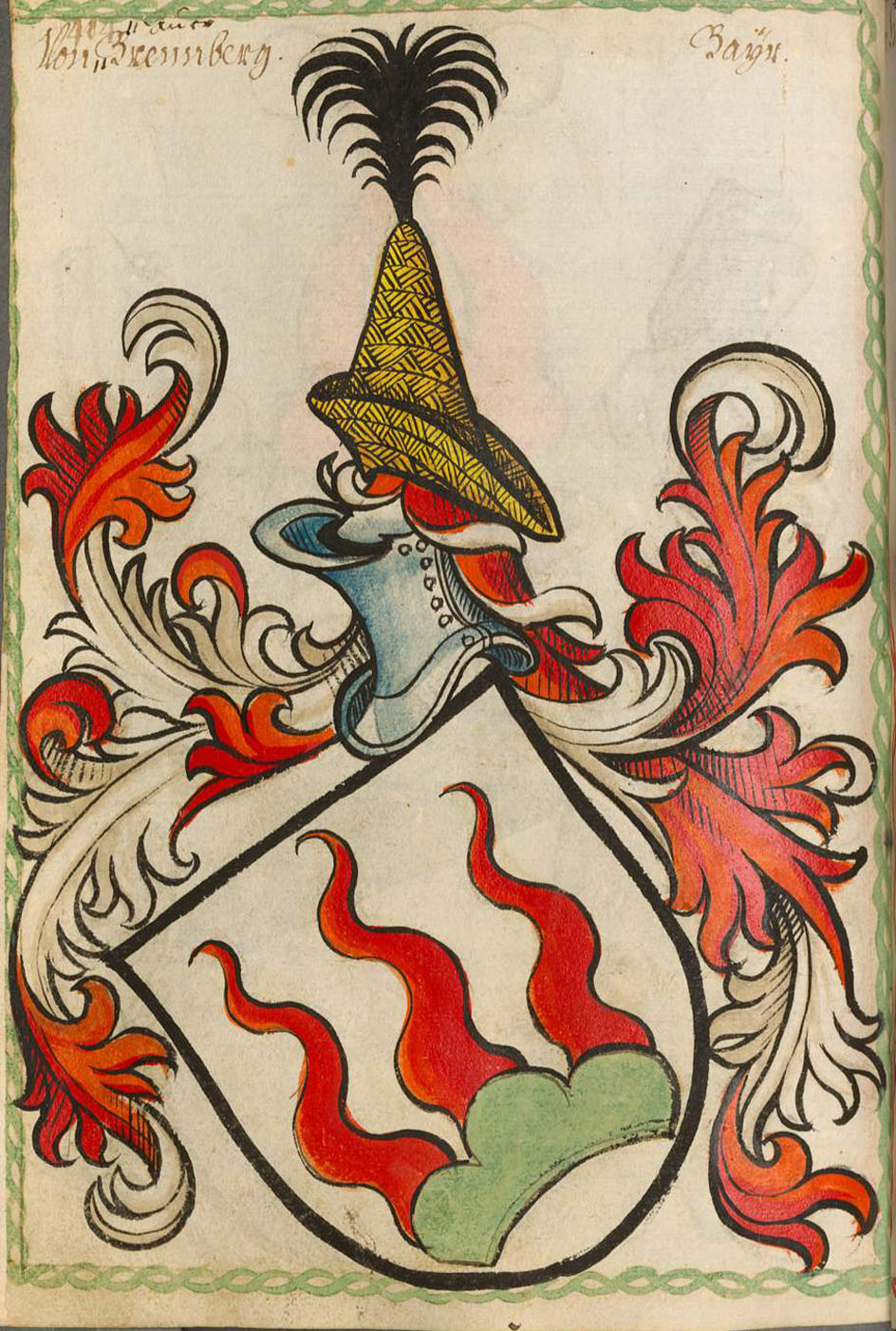
Wappen des erloschenen Geschlechts von Prennberg aus dem Scheiblerschen Wappenbuch

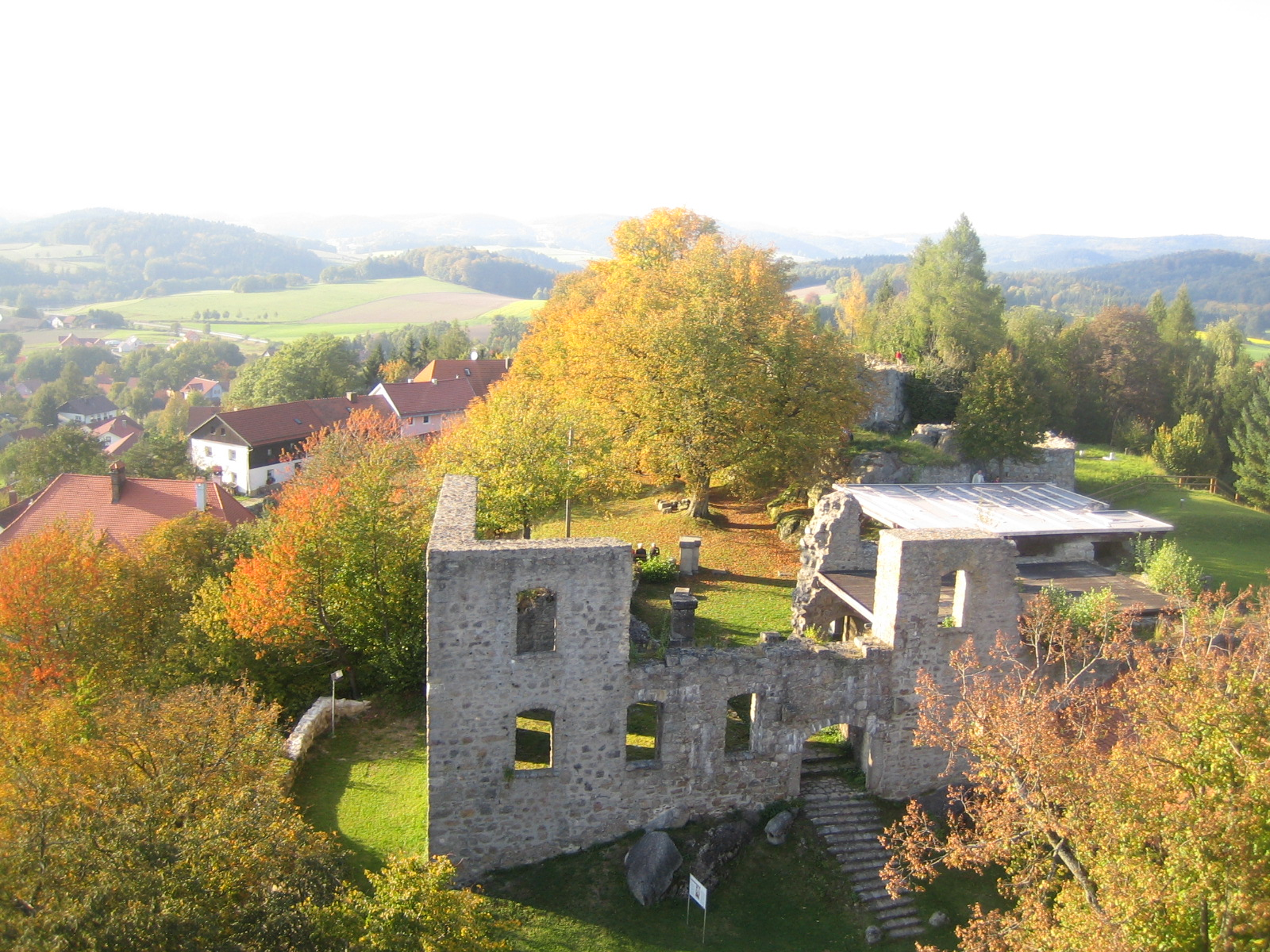
Burg Brennberg

Prenberg (auch Brennberg) ist der Name eines alten bayerischen Adelsgeschlechts des Nordgaus. Burg Brennberg, der Stammsitz der Freiherren von und zu Prenberg, liegt heute im Ort Brennberg im Landkreis Regensburg in der Oberpfalz.

## Geschichte
Die von Brennenberg waren ein altes Geschlecht des Nordgaus. Ihr Stammherr war Perinhart de Briemberch. Dieser war Vasall des Klosters Sankt Emmeram in Regensburg. Die Brennberger hatten damals neben hochstiftischen Lehen auch eigenen Besitz und Untertanen. Sie waren später auch Truchsess und Ministerialien des Hochstifts zu Regensburg. Aus ihnen geht der bekannte Minnesänger Reimar II. von Brennberg und der Gründer des Klosters in Frauenzell, Reimar IV., hervor. Vermutlich errichtete Wernher I. de Prenberg das erste Gebäude auf dem westlichen Burgberg. Das Wappen von de Prenberg zeigt bereits im 11. Jahrhundert die drei „brennenden Berge“.
Wernher I. (Wirnto I.) de Prenberg entstammt der Linie de Briemberch mit Perinhart de Briemberch als Stammherr. Auf Wernher I. (* 1115; † 1134) folgte als Nachfolger sein Sohn Wirnto II. und anschließend dessen Sohn Reimar I. Von ihm stammt Reimar II. ab. Der Dichter aus der Oberpfalz, Reimar II. hatte mit seinen Liedern viel begeistern können und war in ganz Deutschland bekannt.
Seine Lieder sind in der Manessischen Liederhandschrift verewigt.
Sein Nachfolger wurde sein Sohn Reimar III. Dieser wurde 1273 von Regensburger Bürgern ermordet. Durch den Mord an Reimar III. drohte nun das Geschlecht de Prenberg auszusterben. So musste der Bruder von Reimar III., Bruno, der zu dieser Zeit Domherr war, in den weltlichen Stand zurückkehren. Bruno heiratete um 1280 Berta von Haidau und wurde somit Herr auf Brennberg. Sein Nachfolger wurde sein Sohn Reimar IV., der das Kloster von Frauenzell gründete. Nach dem Tod von Reimar IV. endete die Linie de Prenberg. Seine Tochter Agnes hatte in das Geschlecht der mächtigen Auer geheiratet. Die Auer erlangten somit die Herrschaft auf Brennberg.

## Persönlichkeiten
- Reinmar von Brennenberg (* um 1210; † 1271), Ritter von Brennberg, Minnesänger und Ministeriale des Bischofs von Regensburg

## Wappen
Das Stammwappen zeigt drei feuerspeiende grüne Berge nebeneinander.
Historische Wappenbilder und heutiges Gemeindewappen:

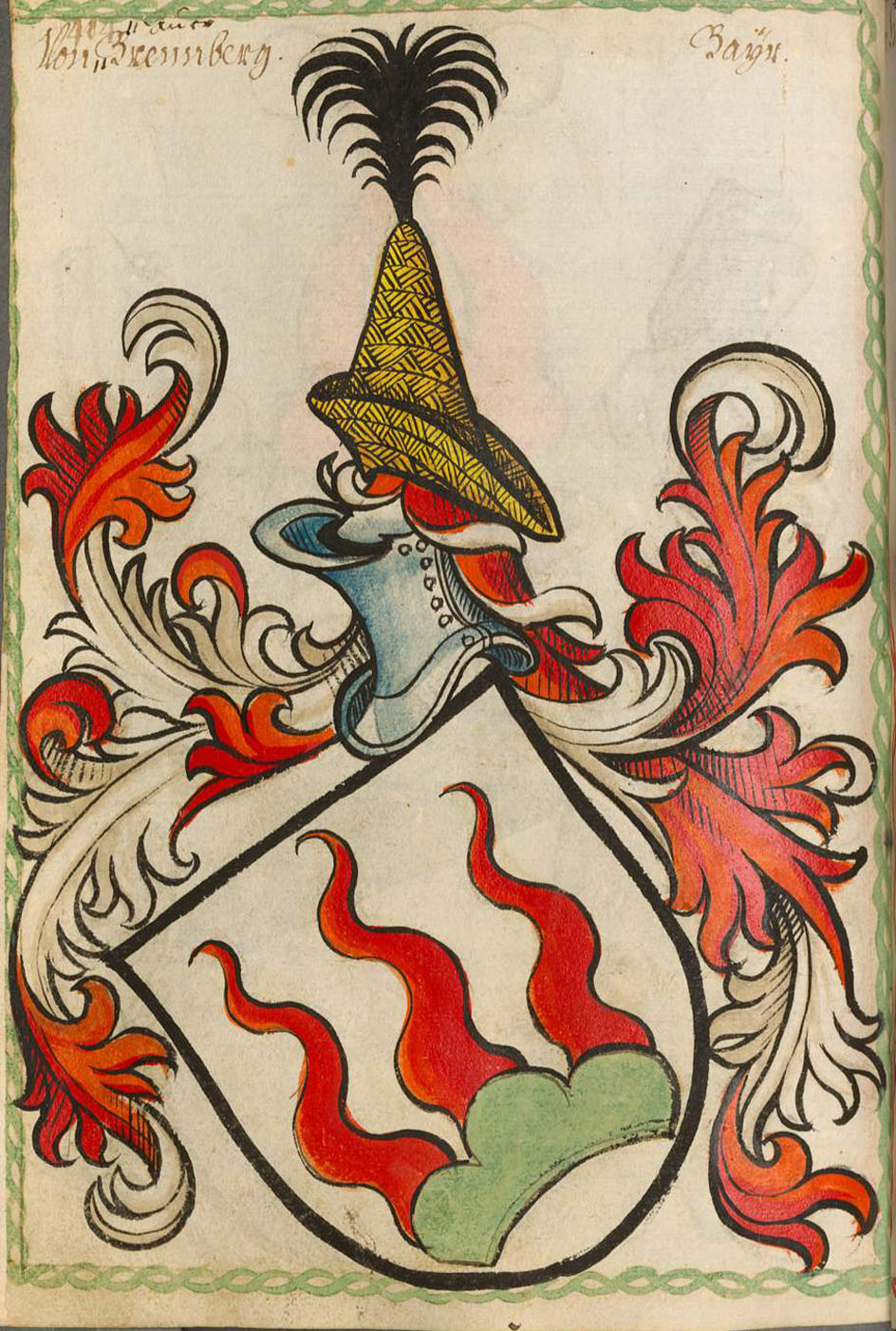
Wappen im Scheiblerschen Wappenbuch
Wappen der Grafen von Lerchenfeld von 1698 in Siebmachers Wappenbuch von 1605
Wappen der Gemeinde Brennberg

## Stammliste
N.N.
Perinhart von Briemberch, Vasall des Klosters Sankt Emmeram in Regensburg

Werner I. de Prenberg (von Wirnto) (* 1115; † 1134); Blutsverwandt mit Chuno von Puchsee (Büchse) († 1137); Landkreis Straubing; Gefolgsmann von Friedrich II., Graf von Bogen

1. Chuno (Chunrat)
2. Wirnto II. 
 ⚭ N.N. 

  1. Gebhard († 1216) 

  2. Reimar I. († 1236); bischöflicher Truchsess und Ministeriale der Regensburger Kirche 
 ⚭ Adelheid, Witwe von Probst Ulrich von St. Johann 

    1. Helika (Heluca) († 18. Januar 1256); Kammerfrau der Herzogin Maria von Brabant

    2. Reimar II. († 1271); war Ritter von Brennberg, Minnesänger und Ministeriale des Bischofs von Regensburg 
 ⚭ Heilwic 

      1. Wirnto III., Kanoniker 

      2. Reimar III. († 1273), wurde von Bürgern aus Regensburg ermordet 

      3. Ruland, Kanoniker 

      4. Bruno von Brennberg († 1300), war Ritter, Truchsess und Domherr zu Regensburg, 
 ⚭ Berta von Haidau 

        1. Clarencia ⚭ Konrad von Haidau 

        2. Agnete ⚭ Konnrad den Wiesenter 

        3. Reimar IV. von Brennberg († 1326), Ministeriale vom Hochstift Regensburg, Ritter von Brennberg und Gründer des Klosters Frauenzell 
 ⚭ Wiesenter 

          1. Magarete ⚭ Hartwic von Degenberg 

          2. Agnes (Anna) ⚭ Friedrich I. Auer

Nach dem Tod von Reimar IV. endete die Linie de Prenberg. Seine Tochter Agnes hatte in das Geschlecht der Regensburger Patrizierfamilie die Auer geheiratet. Die Auer erlangten somit die Herrschaft auf Brennberg.